# Ramboldia russula
Ramboldia russula är en lavart som först beskrevs av Erik Acharius, och fick sitt nu gällande namn av Kalb, Lumbsch & Elix. Ramboldia russula ingår i släktet Ramboldia och familjen Lecanoraceae.   Inga underarter finns listade i Catalogue of Life.

## Källor

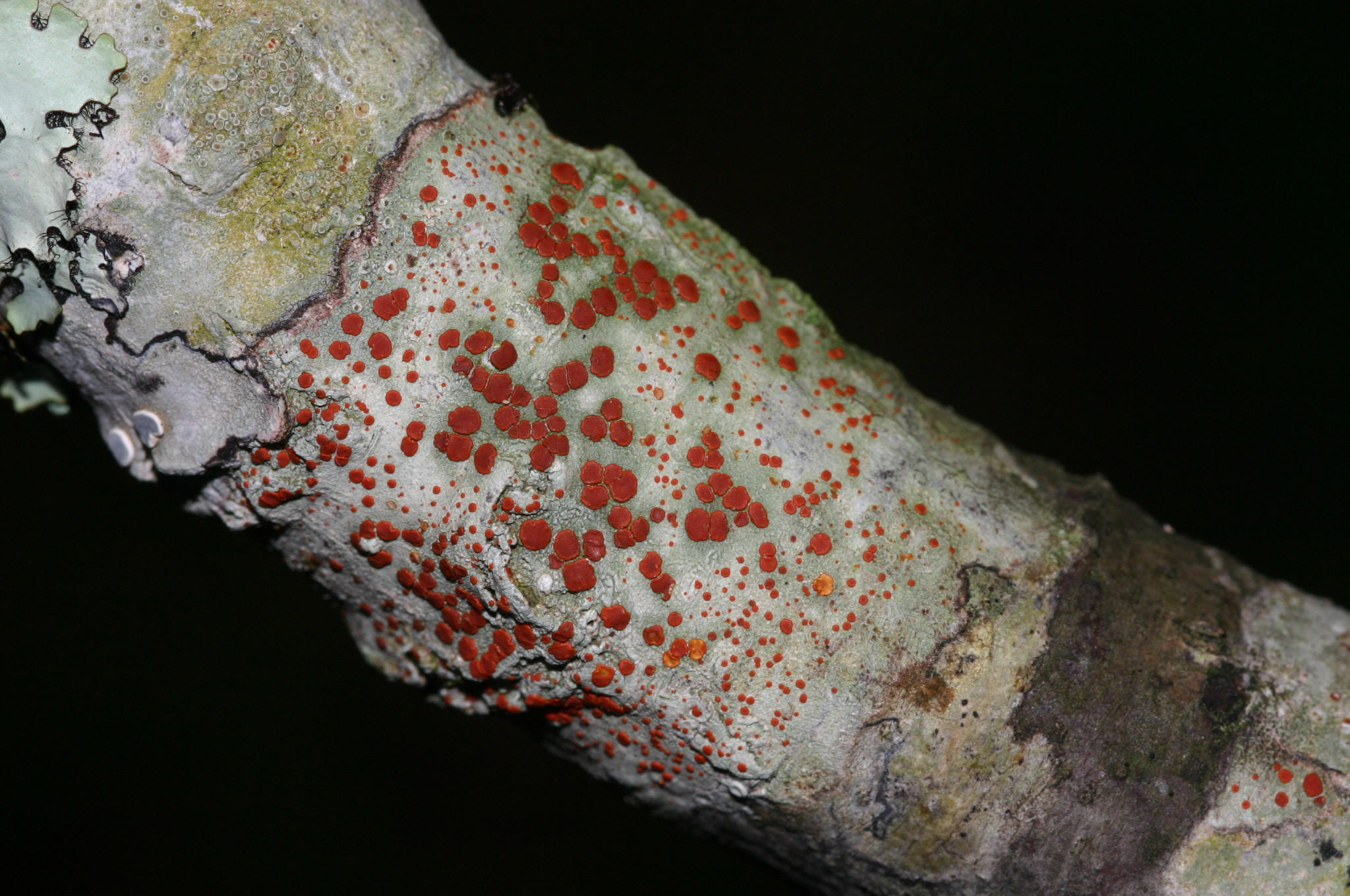
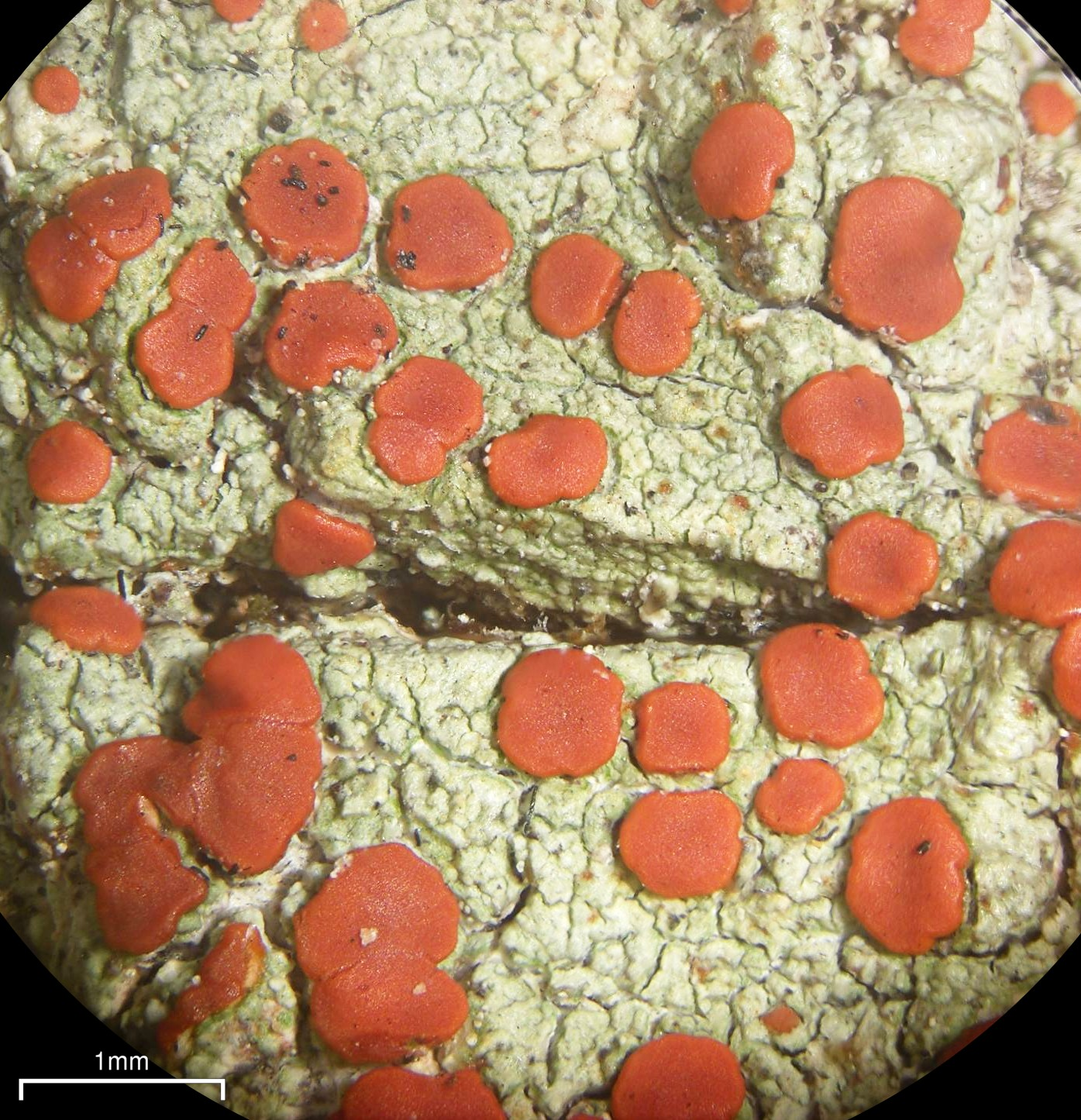